# Покривка за маса
Покривка за маса е парче плат, което се поставя на масата с различни цели. Основно предназначение е да предпазва повърхността на масата от нараняване и замърсяване.
Платът, от който се шият покривки за маса може да е памук, лен, полиестер или друго изкуствено влакно. Според материята, от която са направени покривките за маса имат различен режим на съхраняване и третиране: пране, гладене, почистване. Има покривки за едникратна употреба, които са от хартия.
В България са широко разпространени битови покривки за маса.
Според своето предназназение покривките за маса са за хол, дневна, трапезария, заведения за обществено хранене.
Според вида на масата: квадратни, правоъгълни, кръгли, елипсовидни.
Специален вид покривки за маса са тишлайферите и салфетките за сервиране.
При специални случаи се използват тържествени ритуални празнични покривки:
за Коледа - коледни покривки за маса,
за Великден - великденски покривки за маса.
Покривки за маса се предлагат в магазини за домашен текстил
Известни са много занаятчии, които тъкат или плетат на ръка покривки за маса.